# Aleuroclava phyllanthi
Aleuroclava phyllanthi là một loài côn trùng cánh nửa trong họ Aleyrodidae, phân họ Aleyrodinae.
Aleuroclava phyllanthi được Corbett miêu tả khoa học đầu tiên năm 1935.